# Svitavská pahorkatina
Svitavská pahorkatina je geomorfologický celek v jihovýchodní části Východočeské tabule. Leží v Pardubickém kraji (okresy Ústí nad Orlicí, Svitavy, Pardubice, Chrudim), v Královéhradeckém kraji (okres Rychnov nad Kněžnou) a v Jihomoravském kraji (okres Blansko).

## Poloha a sídla

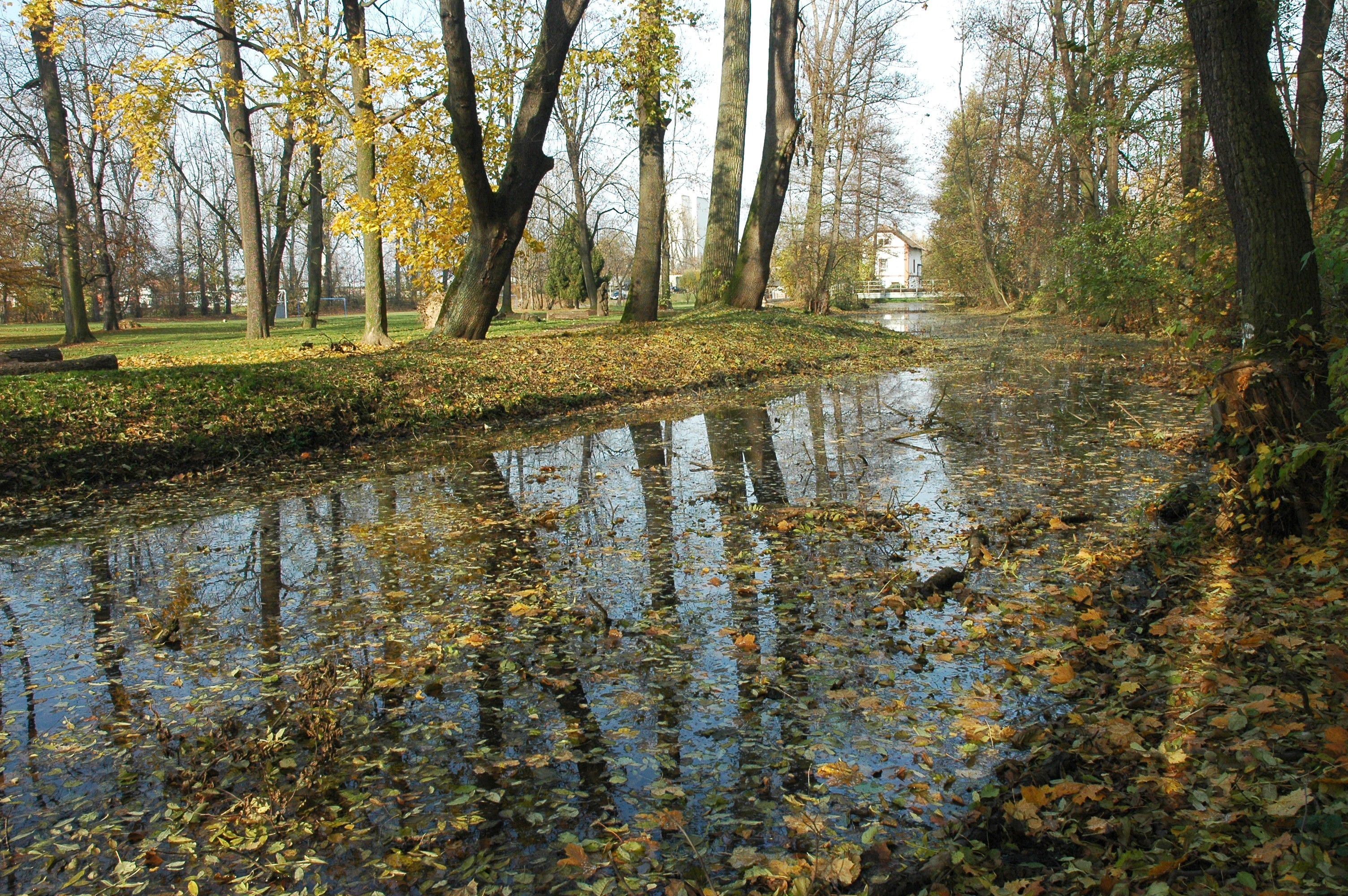
Řeka Chrudimka v Chrudimi, přírodní památka Ptačí ostrovy

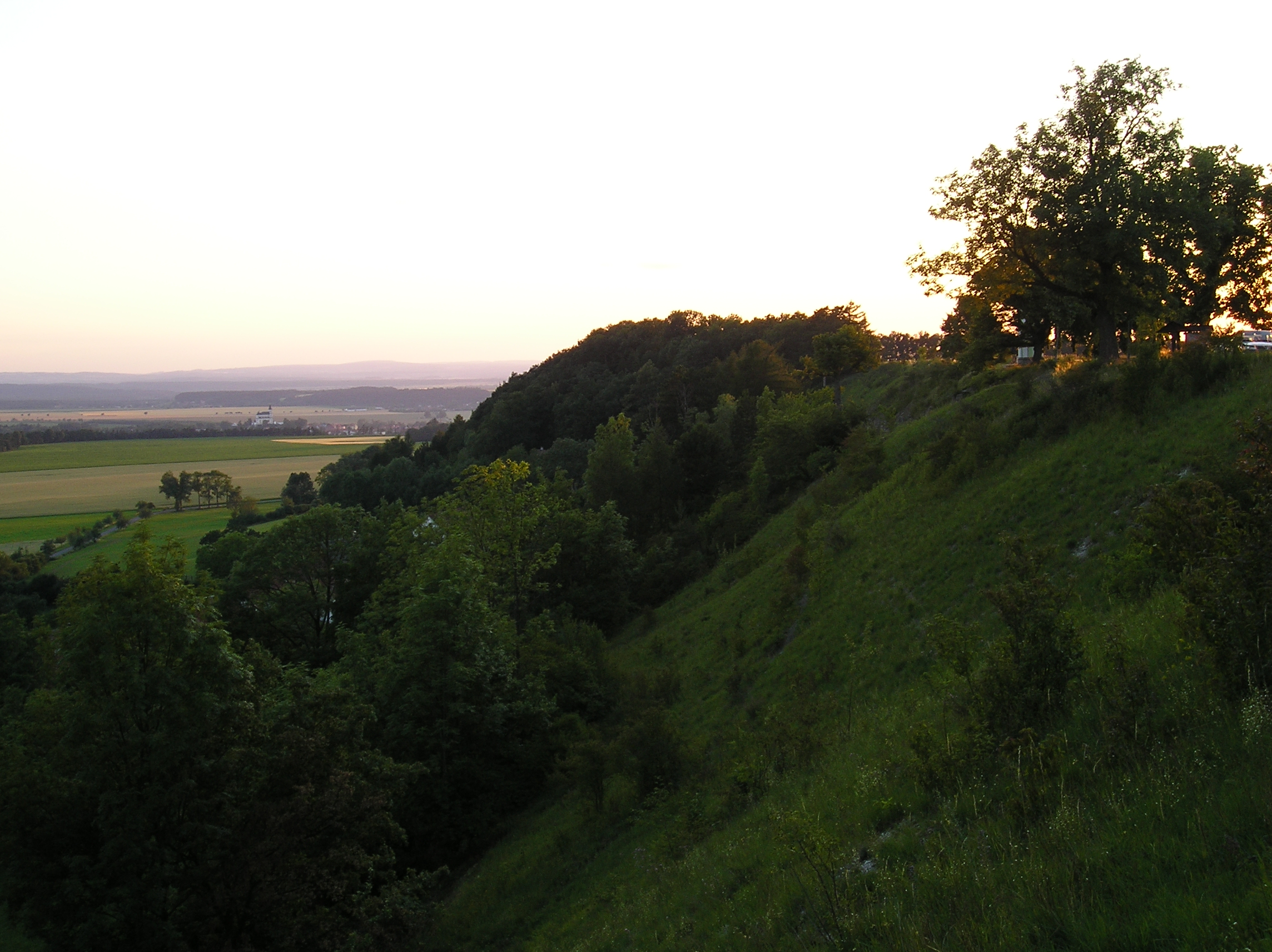
Přírodní rezervace Střemošická stráň, čelo kuesty

Území celku má zhruba tvar skloněného trojúhelníku, jehož vrcholy se rozprostírají mezi sídly Chvaletice na severozápadě, Kostelec nad Orlicí na severu a Letovice na jihu. Z větších sídel uvnitř celku lze zmínit Chrudim, Vysoké Mýto, Litomyšl, Českou Třebovou, Ústí nad Orlicí a Svitavy.

## Charakter území
Je to členitá pahorkatina s výraznějším vrchovinným územím na východě. Nachází se převážně v povodí Orlice, Loučné, Chrudimky a Svitavy, a na severozápadě i Labe. Leží převážně na slínovcích, prachovcích, spongilitech a pískovcích svrchní křídy, s lokalitami neogenních mořských a říčních a pleistocenních říčních (proluviálních) a navátých (eolických) sedimentů. Je zde rozčleněný erozně denudační, místy erozně akumulační povrch v oblasti křídových antiklinál, synklinál a okrajových sedimentárních stupňovin, charakterizovaný zejména plochými kuestami, strukturně denudačními plošinami a pleistocenními říčními terasami Tiché Orlice, Loučné, Chrudimky, Svitavy a přítoků, se sprašovými pokryvy a závějemi.
Celkem prochází hlavní evropské rozvodí mezi úmořím Severního moře (povodí Labe, resp. Orlice) a Černého moře (povodí Dunaje, resp. Moravy). Do Černého moře míří řeka Svitava a její přítoky v jižním cípu pahorkatiny. Severní část s řekami Chrudimka, Loučná, Novohradka, Třebovka či Tichá Orlice je odvodňována Labem.

## Geomorfologické členění
Celek Svitavská pahorkatina (dle značení Jaromíra Demka VIC–3) se geomorfologicky člení na tři podcelky: Českotřebovská vrchovina (VIC–3A) na východě, Loučenská tabule (VIC–3B) uprostřed a Chrudimská tabule (VIC–3C) na severozápadě.
Pahorkatina sousedí s celky Východolabská tabule na severozápadě, Orlická tabule na severu, Podorlická pahorkatina na východě, Boskovická brázda na jihovýchodě, Hornosvratecká vrchovina na jihu a Železné hory na jihozápadě.
Kompletní geomorfologické členění celé Svitavské pahorkatiny uvádí následující tabulka:
| Geomorfologické členění Svitavské pahorkatiny                          | Geomorfologické členění Svitavské pahorkatiny | Geomorfologické členění Svitavské pahorkatiny |
| ---------------------------------------------------------------------- | --------------------------------------------- | --------------------------------------------- |
| ČESKÁ VYSOČINA • Česká tabule • Východočeská tabule                    |                                               |                                               |
| ČESKOTŘEBOVSKÁ VRCHOVINA                                               | Hřebečovský hřbet                             | Roh (661 m)                                   |
| ČESKOTŘEBOVSKÁ VRCHOVINA                                               | Ústecká brázda                                | Rohles (541 m)                                |
| ČESKOTŘEBOVSKÁ VRCHOVINA                                               | Kozlovský hřbet                               | Baldský vrch (693 m)                          |
| LOUČENSKÁ TABULE                                                       | Vraclavský hřbet                              | Na Chlumku (495 m)                            |
| LOUČENSKÁ TABULE                                                       | Novohradská stupňovina                        |                                               |
| LOUČENSKÁ TABULE                                                       | Poličská tabule                               | Modřecký vrch (657 m)                         |
| LOUČENSKÁ TABULE                                                       | Litomyšlský úval                              |                                               |
| CHRUDIMSKÁ TABULE                                                      | Štěpánovská stupňovina                        | Heráně (454 m)                                |
| CHRUDIMSKÁ TABULE                                                      | Hrochotýnecká tabule                          |                                               |
| CHRUDIMSKÁ TABULE                                                      | Heřmanoměstecká tabule                        |                                               |
| PROVINCIE • Subprovincie • Oblast / Celek / PODCELEK • Okrsek • Vrchol |                                               |                                               |

## Nejvyšší vrcholy

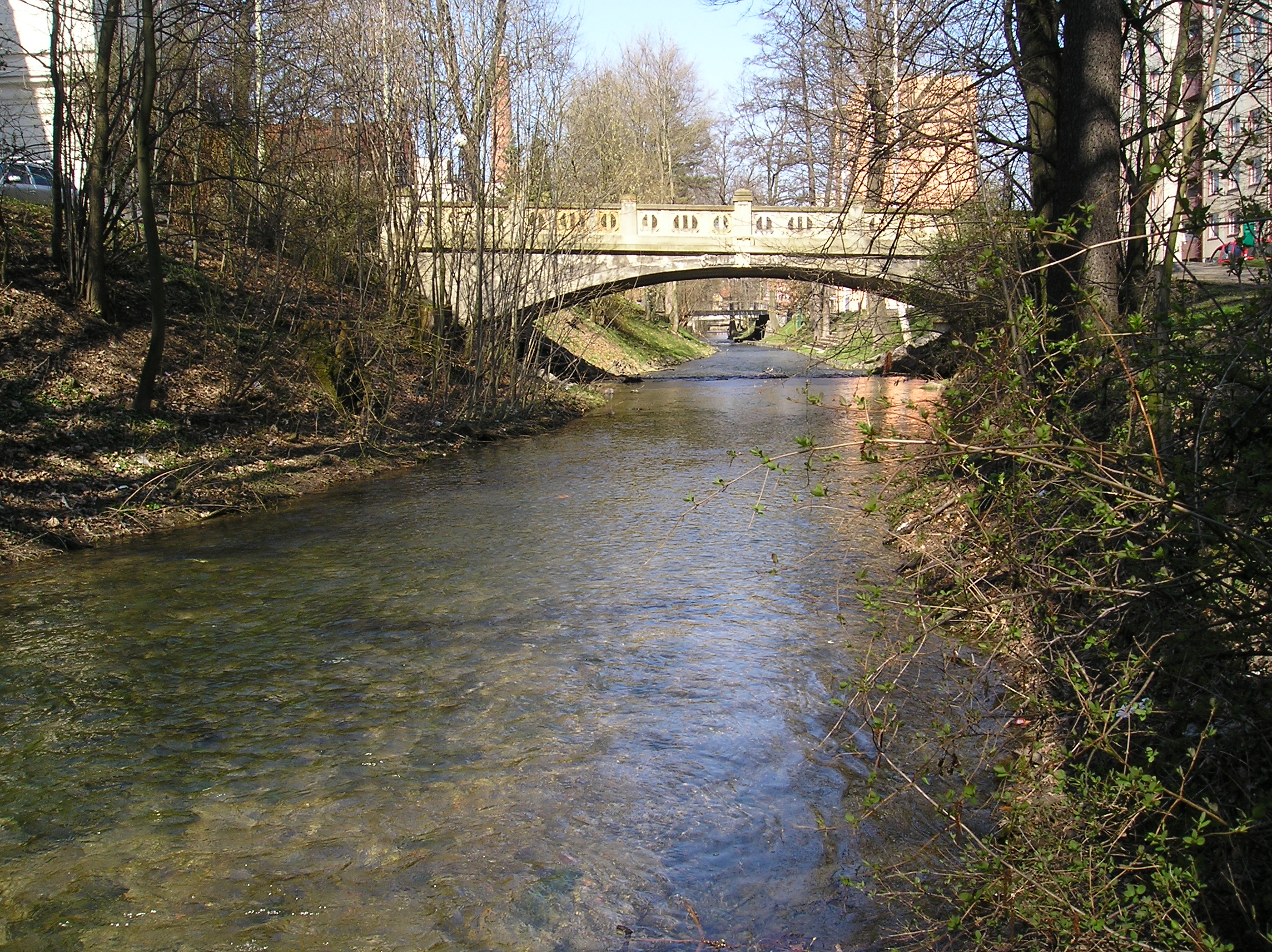
Řeka Loučná protékající Litomyšlí

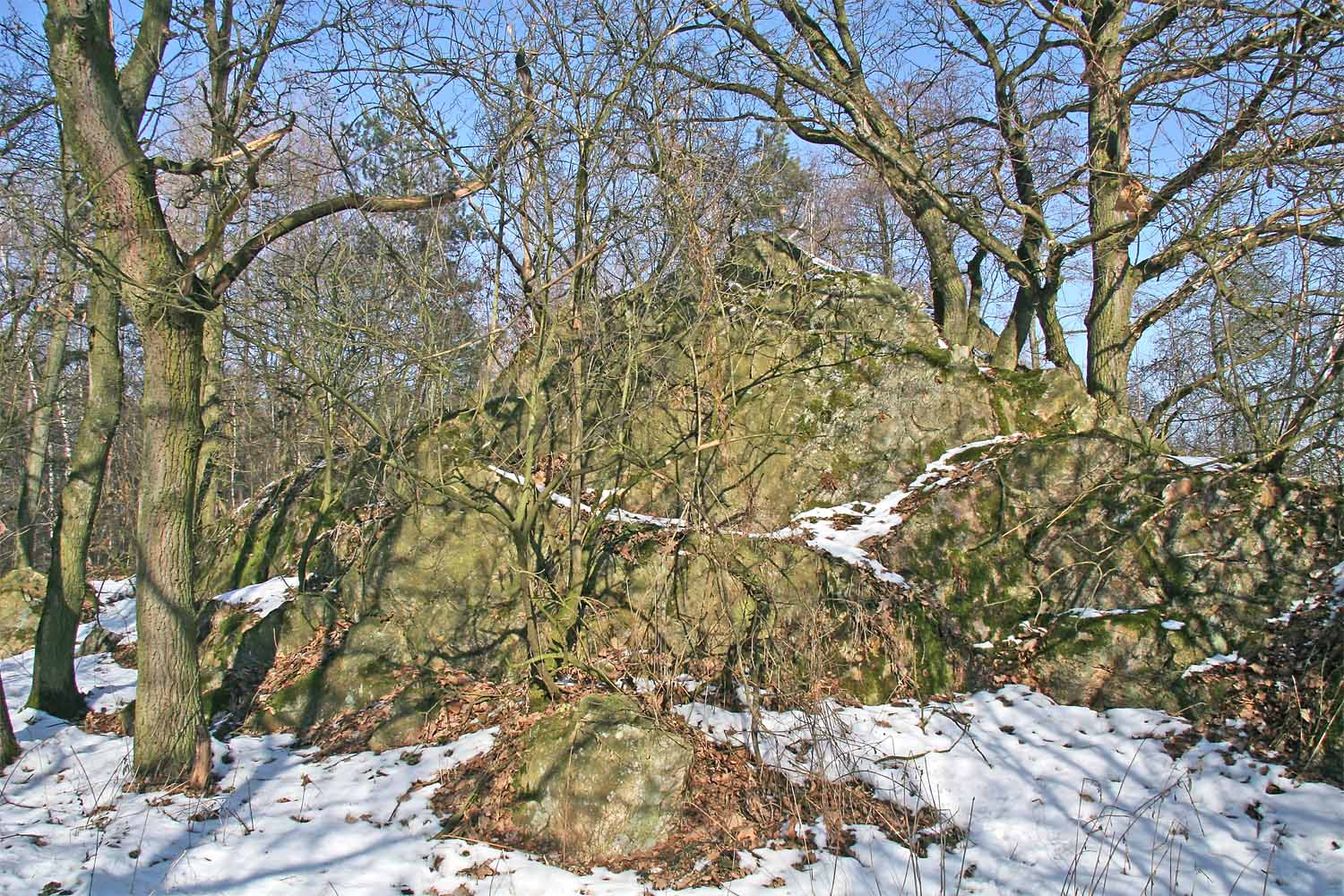
Skalní suk Čertova skála

Nejvyšším bodem Svitavské pahorkatiny je Baldský vrch (693 m n. m.).
V tabulce jsou uvedeny jen některé z mnoha vrcholů s výškou nad 600 m n. m. v Českotřebovské vrchovině.
| název vrcholu    | výška (m n. m.) | podřazená jednotka       |
| ---------------- | --------------- | ------------------------ |
| Baldský vrch     | 693             | Českotřebovská vrchovina |
| Drašarov         | 687             | Českotřebovská vrchovina |
| Roh              | 661             | Českotřebovská vrchovina |
| Modřecký vrch    | 657             | Loučenská tabule         |
| Mladějovský vrch | 648             | Českotřebovská vrchovina |
| Mirand           | 640             | Českotřebovská vrchovina |
| Kozlovský kopec  | 604             | Českotřebovská vrchovina |
| Andrlův chlum    | 560             | Českotřebovská vrchovina |
| Heráně           | 454             | Chrudimská tabule        |
| Košumberk        | 374             | Loučenská tabule         |
| Vinice           | 318             | Loučenská tabule         |
| Bučkův kopec     | 315             | Loučenská tabule         |
| Pumberky         | 300             | Chrudimská tabule        |
| Chrást           | 284             | Chrudimská tabule        |
| Čertova skála    | 214             | Chrudimská tabule        |